# Dario Dabac
Dario Dabac (født 23. maj 1978) er en tidligere kroatisk fodboldspiller.